# 나카무라 다이치 (축구 선수)
나카무라 다이치(일본어: 中村 太一, 1993년 1월 5일~)는 일본의 축구 선수이다.

## 구단 경력
그는 2015년 일본 지역 리그의 라인미어 아오모리에 입단했다. 2016년부터 일본 풋볼 리그로 승격했다. 2018년 반라우레 하치노헤로 이적했다. 2018년 일본 풋볼 리그 3위를 기록하여 J3리그로 승격했다. 2022년까지 113경기에 출전하여, 20득점을 넣었다.